# Depilacja

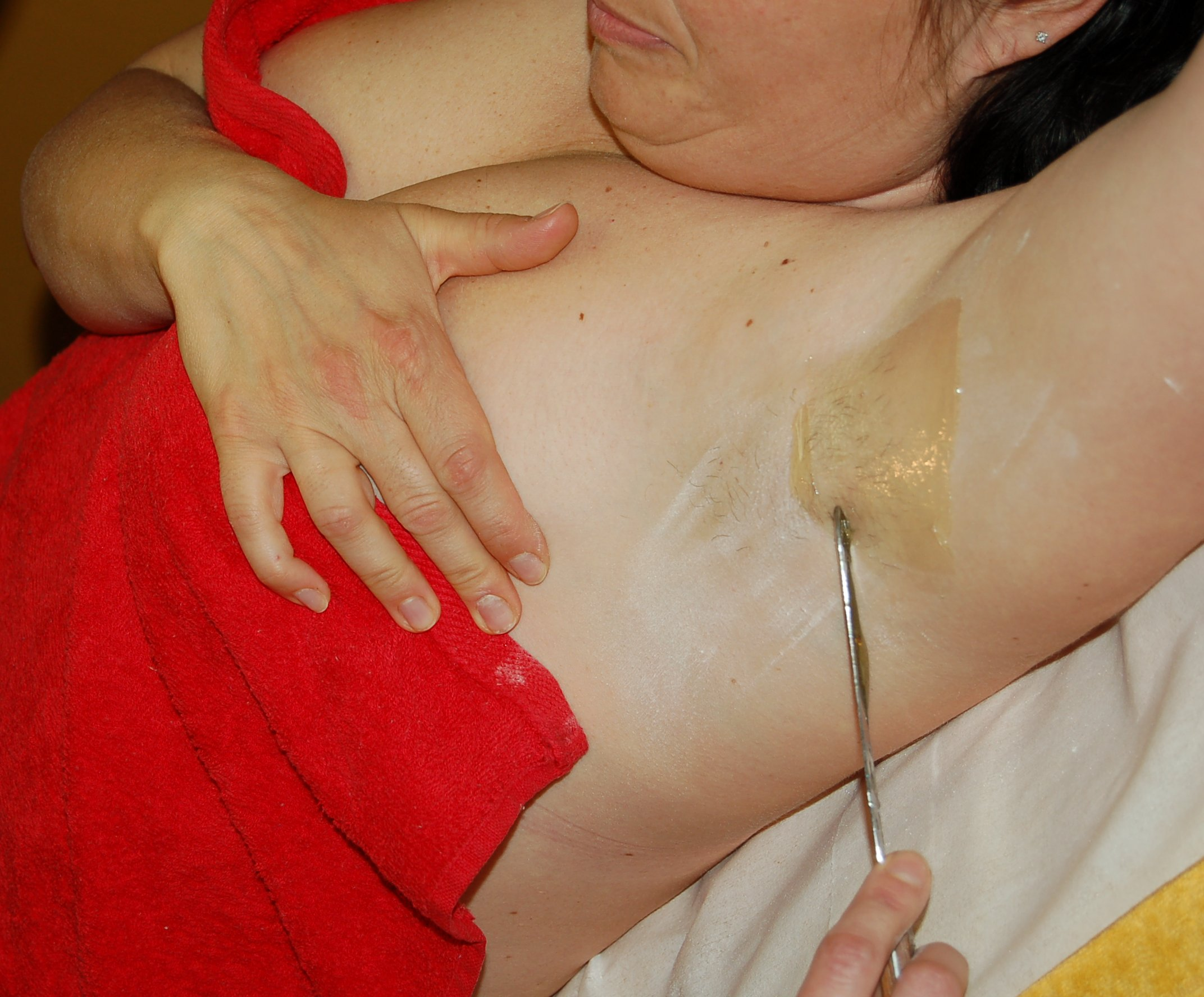
Depilacja pach przy użyciu wosku

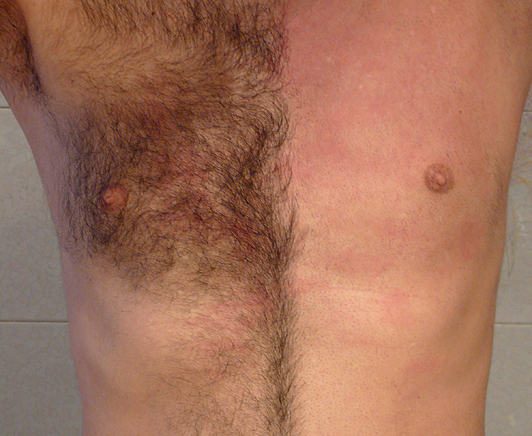
Klatka piersiowa częściowo wydepilowana

Depilacja – termin określający usuwanie owłosienia ciała.

## Zabiegi depilacji
Można wyodrębnić zabiegi depilacji:
- czasowej
  - usuwanie mechaniczne
    - depilacja woskiem
    - depilacja maszynką/żyletką (golenie)
    - depilacja pastą cukrową
    - depilacja depilatorem
    - nitkowanie

  - metody chemiczne
    - pianka
    - krem
    - żel
    - depilacja IPL (Intense Pulsed Light)
- trwałej
  - depilacja laserowa
  - depilacja ELOS (Electro-Optical Synergy)
  - elektroliza

Wprowadzenie metod trwałego usuwania owłosienia spowodowało rozdzielenie metod depilacyjnych na depilację (usuwanie części włosa znajdujących się nad powierzchnią skóry) oraz epilację, czyli usunięcie włosa wraz z częściami zlokalizowanymi w skórze właściwej.

## Depilacja woskiem
Jest to zabieg kosmetyczny mający na celu mechaniczne usunięcie zbędnego owłosienia za pomocą wosku. Woski używane podczas zabiegu depilacji można podzielić na woski miękkie o temperaturze topnienia do 40 °C oraz na woski twarde o temperaturze topnienia powyżej 40 °C.
Zabieg ten jest uważany za bolesną metodę usuwania zbędnego owłosienia. Polega on na rozsmarowaniu zgodnie ze wzrostem włosa równomiernej warstwy wosku na wcześniej oczyszczoną, zdezynfekowaną oraz przygotowana do zabiegu skórę. Następnie przyłożenia i dociśnięcia do posmarowanej woskiem skóry paska flizelinowego lub bawełnianego. A na końcu energicznego zerwania go w kierunku przeciwnym do wzrostu włosa. Zabieg kończy usunięcie oliwką resztek wosku ze skóry oraz wsmarowanie preparatów opóźniających odrastanie włosów. Skóra zaraz po zabiegu może być zaróżowiona i podrażniona, jednak mija to po około 1-2h od depilacji. Efekty zabiegu utrzymują się zwykle od 2 do 4 tygodni po depilacji. Zaraz po depilacji odradza się korzystania z sauny, gorących kąpieli oraz opalania.

### Przeciwwskazania do zabiegu depilacji woskiem
- epilepsja,
- wysoka gorączka,
- stany zapalne i ropne skóry,
- cukrzyca,
- łuszczyca,
- obrzęki skóry,
- alergia na wosk
- choroby wirusowe, bakteryjne i grzybicze skóry,
- słaba krzepliwość krwi
- żylaki,
- stany przedżylakowe,
- zapalenie żył,
- rozszerzone naczynia włosowate,
- zapalenie mieszków włosowych,
- ciąża,
- świeże rany, blizny lub ubytki skóry,
- zbyt krótkie włosy,
- skóra bezpośrednio po ekspozycji na słońce lub promienie UV.